# Malika Oufkir
 (août 2024).
Pour l’article homonyme, voir Mohamed Oufkir.
Malika Oufkir, née le 2 avril 1953 à Marrakech (Maroc), est la fille du général Mohamed Oufkir, adoptée par le roi Mohammed V, emprisonnée par Hassan II de 1972 jusqu'aux années 1990.

## Histoire
Malika Oufkir est la fille aînée de Fatéma et Mohamed Oufkir, qui était ministre de l'Intérieur et major général des Forces armées royales (1971-1972) proche confident du roi du Maroc Hassan II durant les années 1960. À cinq ans, elle est adoptée par le roi Mohammed V (père d'Hassan II) pour être élevée avec la princesse Lalla Amina. Comme le veut la coutume, elle est abritée dans le palais royal de Rabat. Elle est élevée comme une princesse de sang royal. Adolescente, elle laissera le souvenir d'une jeune fille gâtée et grossière (escorte militaire lors de ses déplacements en ville, insolence voire violence envers les agents de sécurité).
Après avoir tenté un coup d'État en 1972, son père, le général Oufkir fut arrêté et exécuté. À la suite de la constatation du cadavre du général Oufkir, la contestation ouverte de la thèse avançant le suicide du général, ainsi que du refus de l'aide royale, Fatéma et ses six enfants furent envoyés sans jugement le 24 décembre 1972 dans une prison secrète dans le désert du Sahara, dans des conditions extrêmement dures. Le plus jeune des enfants Oufkir, Abdellatif, avait cinq ans. 
Malika Oufkir et sa famille passèrent en tout 19 années en détention dans des cellules au milieu des scorpions et des rats. Demande de grâce, tentatives de suicide, grèves de la faim ne firent pas fléchir le palais. L'évasion de Malika avec une de ses sœurs et ses deux frères (en creusant un tunnel à la petite cuillère) le 19 avril 1987 réussit à alerter les autorités françaises. Bien qu'ils furent repris, cela permit à sa mère et au reste de la fratrie d'être relâchés. Elle fut, malgré tout, assignée à résidence avec sa famille à une dizaine de kilomètres de Marrakech pendant cinq ans supplémentaires. Les conditions de vie sont infiniment meilleures. 
Suite probablement au pamphlet Notre ami le roi de Gilles Perrault, ils sont libérés le 26 avril 1991. Ils continuèrent à être suivis et écoutés et furent privés de passeport pendant cinq années. Sa sœur Maria-Inan (en compagnie de son fils adoptif Michael et de sa tante Achoura Chenna) s'évada vers la France en juin 1996, ce qui alerta l'opinion publique internationale. L'interdiction de quitter le territoire fut levée et la famille put quitter le Maroc pour Paris les années suivantes. Malika, ses deux frères, Abdelatif et Raouf, ses trois sœurs, Meriem, Maria et Soukaina, vivent désormais en Europe et se sont convertis au catholicisme, comme le mentionne Malika dans son livre La Prisonnière.

## Publications
Malika Oufkir a publié le récit de sa vie en prison et de son évasion avec la journaliste française Michèle Fitoussi. Cet ouvrage attire l'attention des médias et du public. Sa mère, Fatima, y a fait écho dans un livre plus apaisé mais intéressant pour l'étude historique qui y est involontairement de ses dirigeants.

## Œuvres
- La Prisonnière, avec Michèle Fitoussi, LGF, 2000  (ISBN 2-253-14884-9)
- L'Étrangère, Grasset, 2006  (ISBN 2-246-70901-6)